# Carcès
Carcès é uma comuna francesa na região administrativa da Provença-Alpes-Costa Azul, no departamento de Var. Estende-se por uma área de 35,76 km². Em 2010 a comuna tinha 3 495 habitantes (densidade: 97,7 hab./km²).